# Dragonfly (album)
Pour les articles homonymes, voir Dragonfly.
 (novembre 2017).
Si vous disposez d'ouvrages ou d'articles de référence ou si vous connaissez des sites web de qualité traitant du thème abordé ici, merci de compléter l'article en donnant les références utiles à sa vérifiabilité et en les liant à la section « Notes et références ».
Albums de Ziggy Marley
Spirit of Music
(1999) Love Is My Religion
(2006)
Dragonfly est le premier album solo du chanteur et musicien jamaïcain Ziggy Marley, sorti fin mars 2003 sous le label Private Music (en) (filiale de Sony Music).
Sur le titre Rainbow in the Sky collaborent, à la fois, John Frusciante (à la guitare) et Flea (à la basse) des Red Hot Chili Peppers, tandis que sur Melancholy Mood seul Flea apporte sa participation.

## Liste des titres
Toutes les chansons sont écrites et composées par David Marley.
| 1.    | Dragonfly                                          | 4:14 |
| 2.    | True to Myself                                     | 3:47 |
| 3.    | I Get Out                                          | 4:16 |
| 4.    | Looking                                            | 3:20 |
| 5.    | Shalom Salaam                                      | 5:07 |
| 6.    | In the Name of God                                 | 5:36 |
| 7.    | Rainbow in the Sky (feat. John Frusciante et Flea) | 3:06 |
| 8.    | Melancholy Mood (feat. Flea)                       | 4:32 |
| 9.    | Good Old Days (feat. Cedella Marley)               | 4:17 |
| 10.   | Never Deny You                                     | 4:04 |
| 11.   | DYKL (Don't You Kill Love)                         | 3:47 |
| 46:06 |                                                    |      |

## Crédits
| - Ziggy Marley : chant (frontman), orgue, synthétiseur, basse, guitare, batterie, percussions, piano - Cedella Marley : chant - Marc Moreau : synthétiseur, guitare, percussions, boîte à rythmes - Tyrone Downie : synthétiseur, piano, claviers - Rami Jaffee : orgue, accordéon, claviers - Eric Lynn : claviers - Flea, Paul Bushnell, Reggie McBride : basses - Dan Warner : guitare solo - John Frusciante, Ross Hogarth, David Lindley : guitares - James Harrah, Blues Saraceno, Steve Bigas, Earl "Chinna" Smith : guitares (additionnelles) - Steve Ferrone, Steve Jordan, Brian MacLeod : batteries - Luis Conte, Angel Roché Jr., Richard Bravo : percussions - Gary Corbett : Rhodes (piano) - Chris Kilmore : scratching - Scott Litt, Sharon Marley, Daniel Marley, Erica Stewart : chœurs - David Ralicke : cuivres, saxophone - Ron Blake : bugle, cuivres - Greg "Frosty" Smith, Lee Thornburg, Nick Lane, Lon Price : cuivres - Roger Joseph Manning Jr. : piano - Meg Okura, Gregor Kitzis : violons - Leah Coloff : violoncelle - Martha Mooke : alto | - Production : Ziggy Marley, Scott Litt, Ross Hogarth - Coordination de production : Ivy Skoff - Mixage : Ross Hogarth, Marc Moreau, Ziggy Marley - Mastering : Greg Calbi - Ingénierie, enregistrement : Ross Hogarth, Marc Moreau, Scott Litt, Ziggy Marley - Arrangements (cordes) : Tony Visconti (titre 10) - Arrangements (chœurs) : Mikey Bennett - Direction artistique, design : Alli - Photographie : Kevin Westenberg - Illustration : Neville Garrick - A&R : Patrick Clifford - Assistants ingénierie et mixage : Mike Butler, Wes Seidman, Eric Weaver, Mario J. McNulty, Robert Reid, Jeff Burns, Hector Castillo, Seth Waldman, Keith Grant |